# Phragmogibbera herbicola
Phragmogibbera herbicola är en svampart som beskrevs av W.Y. Zhuang & W.Y. Li 2009. Phragmogibbera herbicola ingår i släktet Phragmogibbera och familjen Venturiaceae.   Inga underarter finns listade i Catalogue of Life.